# Francoski tarok
Francoski tarok je francoska igra s kartami, podobna slovenskemu taroku. Igra se s posebnim setom 78 kart, namenjena pa je dvema do petim igralcem, običajno igrajo štirje. 

## Karte
Karte so naslednje:
- 4 barve: kara, srce, križ, pik (carreau, coeur, trefle, pique), po 14 kart vsake barve:

kralj (Roi),
dama (Dame),
kaval (Cavalier),
fant (Valet),
10, 9, 8, 7, 6, 5, 4, 3, 2, 1.
- 21 tarokov (atout), od 21 do 1
- škis (excuse), označen z zvezdico v vogalu
- tri karte, pagat (petit), mond in škis, so posebej pomembne in se imenujejo "bouts" (bout, m. = fr. konec)

Igralec (preneur; prendre = fr. vzeti, preneur m. = fr. odjemalec, kupec) igra sam proti ostalim trem igralcem. Cilj igre je zbrati dovolj točk za zmago. Vrednosti kart so sledeče:
- Excuse, 21, 1: 4,5 točke
- Kralji: 4,5 točke
- Dame:	 3,5 točke
- Kavali: 2,5 točke
- Fanti: 1,5 točke
- Ostalo: 0,5 točke

Šteti je najlažje po dve skupaj, tako da je vsaka od figur v paru s karto za 0.5 točk. Skupna vrednosti kart je 91 točk.
Število točk, potrebnih za zmago, je različno:
- če ima igralec 3 "bute", potrebuje vsaj 36 točk,
- z dvema potrebuje 41 točk,
- z enim 51,
- in brez vsaj 56 točk.

## Pravila

### Začetek (za 4 igralce)
Igra se v pozitivni smeri. Prvi delilec je izbran naključno, v vsaki naslednji igri pa deli tisti, ki sedi desno od prejšnjega delilca. Meša igralec, ki sedi nasproti delilca, igralec na delilčevi levi pa privzdigne.
Igralci dobijo po 18 kart v kupčkih po 3 karte. Na poljubnem mestu med deljenjem delilec izbere talon (chien m. = fr. pes), in sicer vseh 6 kart naenkrat, pri čemer ne sme v talon izbrati prvih ali zadnjih treh.
Če kateri od igralcev dobi samo pagata in nobenega drugega taroka (pri čemer, normalno, šteje excuse za tarok), se meša ponovno.

### Igra
Vsak igralec ima samo eno možnost, da pove svojo stavo. Če se nekdo odloči za igro, morajo ostali izbrati višjo stavo ali iti dalje. Če nihče ne igra, se meša ponovno.
Možne stave so naslednje:
- Petite (fr. majhna), tudi prise (fr. ujetje, vzetje) - igralec dobi vseh 6 kart iz talona in jih 6 založi
- Garde (fr. straža) - kot petite, samo višja
- Garde sans (le chien) (fr. straža brez psa) - talon se ne razkrije, vendar pripade igralcu
- Garde contre (le chien) - talon se ne razkrije in pripade nasprotnikom

Igralec ne sme založiti kralja, tarokov ali škisa. V posebnem primeru, ko ni druge možnosti, lahko založi taroke (ampak ne "butov"), potem ko jih pokaže ostalim igralcem.
V vsakem krogu pobere najvišji tarok oz. najvišja karta igrane barve, če ni tarokov. Če lahko, mora igralec vreči isto barvo, v nasprotnem primeru mora igrati taroka. Enako velja v primeru, ko pade prvi tarok. Kadar je igralec prisiljen igrati taroka, mora, če je možno, igrati večjega od že igranih.
Izjema k zgornjim pravilom je excuse: pade lahko v poljubnem krogu ne glede na to, če je bila prej igrana barva ali tarok, pa čeprav bi igralec še imel karte tiste barve. Excuse razen v posebnem primeru nikoli ne pobere, vendar pripade igralcu, ki ga je igral (razen če pade v zadnjem krogu, v tem primeru ga dobi tisti, ki pobere). Če pade prvi, lahko naslednji igralec nadaljuje s karto poljubne barve in vsi ostali morajo slediti. Excuse pobere samo v primeru, ko pade v zadnjem krogu in je pred tem ekipa, ki ga igra, pobrala vse ostalo (valat).

### Bonusi
- Poignée (f. = fr. prgišče, polna pest)

Če igralec oznani, da ima več kot 10 tarokov, lahko dobi:
- 20 točk (10 tarokov)
- 30 točk (13 tarokov)
- 40 točk (15 tarokov)

Pri tem mora ostalim igralcem pred igro pokazati ustrezno število tarokov. Excuse šteje za tarok, ampak to pomeni, da igralec nima nobenih drugih skritih tarokov (ne sme npr. pokazati 12 tarokov in excuse, še ima še 13 tarok). Ta bonus se šteje ekipi, ki zmaga, ne glede na to, kdo ima taroke.
- Pagat ultimo (Petit au bout (= fr. mali na koncu))

Če 1 pade v zadnjem krogu, dobi tisti, ki pobere, 10 točk.
- Chelem (Valat)

Napovedani je vreden 400 točk oz. -200, nenapovedani 200. Če ena stran pobere vse razen zadnjega štiha, in začne zadnji štih s škisom, škis pobere. V primeru, ko nekdo igra chelem s škisom in pagatom, je možno izpeljati "petit au bout" v predzadnjem štihu.
- Misère

Če igralec nima nobenih tarokov in figur, dobi 10 točk.
- Petit chelem

Bonus, če igralec pobere skoraj vse štihe (tj. razen morda enega ali treh).
- Petit imprenable (Pagat "nezavzeten")

Če igralec dobi samo 1 in nobenih drugih tarokov, lahko oznani "petit imprenable". V tem primeru ima 1 enako vlogo kot excuse.

### Točkovanje
Za igro (petit, garde, ...) dobi/izgubi igralec 25 točk, prišteje pa se še razlika med potrebnimi in dobljenimi točkami. Potem se doda še bonus za "petit au bout". Vsota se pomnoži z multiplikatorjem glede na vrsto igre, in sicer za:
- petite x1
- garde x 2
- garde sans x 4
- garde contre x 6

Na koncu se doda/odšteje še bonus za poignée oz. chelem.
Izračunane točke igralec dobi/izgubi, ostali trije igralci pa si vrednost razdelijo na tri dele.

### Tarok v 2
Vsak igralec ima 21 kart v rokah in 18 na mizi v šestih kupčkih po 3, pri čemer so vrhnje karte obrnjene navzgor. Igro začne nedelilec in poteka po običajnih pravilih. Igrati je možno tudi karte s kupčkov na mizi. V tem primeru se potem obrne naslednja karta.
== 
Tudi Napoleon imenovan. Delilec, ki je bil izžreban, podeli 3-krat po 5 kart. Prvih pet kart
dobi partner itd. Ostale karte razdeli na šest kupov po 4 karte, tri kupe partnerju, tri sebi.
Kupe položita igralca predse, tako, da so s hrbtom obrnjeni navzgor in je torej njihova
vsebina tajna. Igralec, ki je prvi dobil karte, ima prednost in lahko izjavi: "Igram". To
pomeni obvezo, da bo na koncu igre imel v svojih vzetkih najmanj 36 to k. e zmaga, se
vrednost dobljenih to k podvoji (dobljene to ke so "razlika" nad 35), v izgubljeni igri pa se
vrednost to k potroji in se beležijo za negativne to ke. e pa prvi igralec pasira, lahko
delilec prevzame igro pod istimi pogoji. Samo ko oba izjavita, da pasirata, odigrata
navadno igro, v kateri zmaga tisti, ki je zbral nad 35 to k, vendar je vrednost teh to k
enojna.
Po kon ani licitaciji obrneta igralca po eno karto na vsakem kupu, ki ga imata pred seboj.
e je tarok ali kralj, ga lahko pobereta in vstavita v list, ki ga držita v rokah, vse druge
karte pa ostanejo na kupih in se lahko uporabljajo med igro. Sedaj položi igralec, ki ima
prednost, karto na mizo in igra poteka po pravilih, ki smo jih že opisali. Ko igralec uporabi
karto iz kupa, sledi isti postopek: obrne se nova karta, in e je kralj ali tarok, ga lahko
uvrsti v list itd. Praviloma se karte na kupu ne smejo izigrati, temve se lahko samo
priložijo že izigrani karti nasprotnika. To pa seveda ne velja v položaju, ko igralec nima
ve kart v rokah. Takrat lahko izigra tudi karto, ki leži na kupu (obrnjena z obrazom
navzgor).

### Tarok v 5
Vsak igralec dobi 15 kart, v talonu ostanejo 3. Za poignée je potrebnih 8, 10 oz. 13 tarokov.
Pri igri v 5 se oblikujeta dve ekipi. Pred odkritjem talona igralec kliče kralja, s katerim potem igra, ostali trije igralci pa oblikujejo nasprotno ekipo (la défense = fr. obramba). Če ima igralec vse štiri kralje, lahko kliče kraljico. Če je klicani kralj ali kraljica v talonu, igra igralec sam proti ostalim štirim.
Pri tem igralci prvega štiha ne smejo začeti s klicano barvo, razen če klicani igralec začne s kraljem.